# XXI Premis Iris
Els XXI Premis Iris foren entregats per l'Acadèmia de les Ciències i les Arts de Televisió d'Espanya el 18 de novembre de 2019.
La cerimònia d'entrega va tenir lloc al Nuevo Teatro Alcalá i fou presentada per Inés Ballester i Jota Abril. Fou retransmesa per La Otra i la sèrie d'Atresmedia La casa de papel fou la més guardonada.

## Premiats i nominats
Aquesta fou la llista de nominats i premiats:
| Categoria                                              | Persona                                                         | Sèrie/programa                   | Cadena         | Resultat    |
| ------------------------------------------------------ | --------------------------------------------------------------- | -------------------------------- | -------------- | ----------- |
| Actor                                                  | Álvaro Morte                                                    | La casa de papel                 | Netflix        | Guanyador   |
| Actor                                                  | Alain Hernández                                                 | la caza                          | La 1           | Nominat     |
| Actor                                                  | Brays Efe                                                       | Paquita Salas                    | Netflix        | Nominat     |
| Actor                                                  | Darío Grandinetti                                               | Hierro                           | Movistar+      | Nominat     |
| Actor                                                  | Isak Férriz                                                     | Gigantes                         | Movistar+      | Nominat     |
| Actor                                                  | Pepe Viyuela                                                    | Matadero                         | Antena 3       | Nominat     |
| Actriu                                                 | Alba Flores                                                     | La casa de papel                 | Netflix        | Guanyadora  |
| Actriu                                                 | Belén Cuesta                                                    | Paquita Salas                    | Netflix        | Nominada    |
| Actriu                                                 | Candela Peña                                                    | Hierro                           | Movistar+      | Nominada    |
| Actriu                                                 | Elvira Mínguez                                                  | Presunto culpable                | Antena 3       | Nominada    |
| Actriu                                                 | Inma Cuesta                                                     | Arde Madrid                      | Movistar+      | Nominada    |
| Actriu                                                 | Megan Montaner                                                  | la caza                          | La 1           | Nominada    |
| Presentador/a d'informatius                            | Carlos Franganillo                                              | Telediario                       | La 1           | Guanyador   |
| Presentador/a d'informatius                            | Helena Resano                                                   | La Sexta Noticias                | LaSexta        | Nominada    |
| Presentador/a d'informatius                            | Sandra Golpe                                                    | Antena 3 Noticias                | Antena 3       | Nominada    |
| Presentador/a d'informatius                            | Silvia Intxaurrondo                                             | Telenoticias                     | Telemadrid     | Nominada    |
| Presentador/a de programes                             | David Broncano                                                  | La Resistencia                   | #0             | Guanyador   |
| Presentador/a de programes                             | Alberto Chicote                                                 | ¿Te lo vas a comer?              | Antena 3       | Nominat     |
| Presentador/a de programes                             | Anne Igartiburu                                                 | Corazón                          | La 1           | Nominada    |
| Presentador/a de programes                             | Cristina Pardo                                                  | Liarla Pardo                     | LaSexta        | Nominada    |
| Presentador/a de programes                             | Juanra Bonet                                                    | ¡Boom!                           | Antena 3       | Nominat     |
| Presentador/a de programes                             | Roberto Leal                                                    | Operación Triunfo                | La 1           | Nominat     |
| Direcció                                               | Jesús Colmenar, Alejandro Bazzano, Koldo Serra i Javier Quintas | La casa de papel                 | Netflix        | Guanyadores |
| Direcció                                               | Patricia Fernández i Hugo Tomás                                 | MasterChef Celebrity             | La 1           | Nominats    |
| Direcció                                               | Alejandro Bazzano, Alberto Ruiz Rojo y Menna Fité               | Presunto culpable                | Antena 3       | Nominats    |
| Direcció                                               | Curro Velázquez                                                 | Donde comen dos                  | La 1           | Nominat     |
| Direcció                                               | Javier Calvo Guirao i Javier Ambrossi                           | Paquita Salas                    | Netflix        | Nominats    |
| Direcció                                               | Marisol Navarro i Antonio González                              | La voz                           | Antena 3       | Nominats    |
| Guió                                                   | Pepe Coira                                                      | Hierro                           | Movistar+      | Guanyador   |
| Guió                                                   | Adolfo Vázquez i Benjamín Herranz                               | Donde comen dos                  | La 1           | Nominats    |
| Guió                                                   | -                                                               | El cielo puede esperar           | #0             | Nominats    |
| Guió                                                   | -                                                               | Gente Hablando                   | Neox           | Nominats    |
| Guió                                                   | Javier Calvo Guirao i Javier Ambrossi                           | Paquita Salas                    | Netflix        | Nominats    |
| Guió                                                   | Laura Llopis Negre                                              | El Hormiguero                    | Antena 3       | Nominada    |
| Realització                                            | José María Sánchez-Chiquito                                     | San Fermín 2019                  | La 1           | Guanyador   |
| Realització                                            | -                                                               | Antena 3 Noticias                | Antena 3       | Nominats    |
| Realització                                            | -                                                               | El debate decisivo de Atresmedia | Antena 3       | Nominats    |
| Realització                                            | -                                                               | Fama, ¡a bailar!                 | #0             | Nominats    |
| Realització                                            | Rubén Artalejo                                                  | Hundidos                         | La 2           | Nominat     |
| Realització                                            | Seli Martínez Domínguez                                         | Mi casa es la tuya               | Telecinco      | Nominada    |
| Producció                                              | Cristina López Ferrar                                           | La casa de papel                 | Netflix        | Guanyadora  |
| Producció                                              | -                                                               | El cielo puede esperar           | #0             | Nominats    |
| Producció                                              | -                                                               | la caza                          | La 1           | Nominats    |
| Producció                                              | -                                                               | MasterChef Celebrity             | La 1           | Nominats    |
| Producció                                              | -                                                               | Masters de la reforma            | Antena 3       | Nominats    |
| Producció                                              | -                                                               | Tu cara me suena                 | Antena 3       | Nominats    |
| Ficció                                                 | -                                                               | La casa de papel                 | Netflix        | Guanyador   |
| Ficció                                                 | -                                                               | Arde Madrid                      | Movistar+      | Nominat     |
| Ficció                                                 | -                                                               | Hierro                           | Movistar+      | Nominat     |
| Ficció                                                 | -                                                               | la caza                          | La 1           | Nominat     |
| Ficció                                                 | -                                                               | Matadero                         | Antena 3       | Nominat     |
| Ficció                                                 | -                                                               | Presunto culpable                | Antena 3       | Nominat     |
| Programa                                               | -                                                               | Cachitos de hierro y cromo       | La 2           | Guanyador   |
| Programa                                               | -                                                               | ¡Boom!                           | Antena 3       | Nominat     |
| Programa                                               | -                                                               | Donde comen dos                  | La 1           | Nominat     |
| Programa                                               | -                                                               | El cielo puede esperar           | #0             | Nominat     |
| Programa                                               | -                                                               | Imprescindibles                  | La 2           | Nominat     |
| Programa                                               | -                                                               | ¿Te lo vas a comer?              | LaSexta        | Nominat     |
| Informatiu                                             | -                                                               | Al rojo vivo                     | LaSexta        | Guanyador   |
| Informatiu                                             | -                                                               | La 2 Noticias                    | La 2           | Guanyador   |
| Informatiu                                             | -                                                               | Antena 3 Noticias 1              | Antena 3       | Nominat     |
| Informatiu                                             | -                                                               | Buenos días, Madrid              | Telemadrid     | Nominat     |
| Informatiu                                             | -                                                               | El debate decisivo de Atresmedia | Antena 3       | Nominat     |
| Infantil                                               | -                                                               | Lunnis de leyenda                | Clan           | Guanyador   |
| Infantil                                               | -                                                               | Gente Maravillosa Peques         | Canal Sur      | Nominat     |
| Infantil                                               | -                                                               | Horaci L'Inuit                   | TV3            | Nominat     |
| Infantil                                               | -                                                               | Tex                              | Clan           | Nominat     |
| Millor programa produït a Espanya per un canal temàtic | -                                                               | España después de la guerra      | DMAX           | Guanyador   |
| Millor programa produït a Espanya per un canal temàtic | -                                                               | Deportistas de Élite             | Teledeporte    | Nominat     |
| Millor programa produït a Espanya per un canal temàtic | -                                                               | El chiringuito de jugones        | Mega           | Nominat     |
| Millor programa produït a Espanya per un canal temàtic | -                                                               | Follow San Francisco             | Neox           | Nominat     |
| Millor programa produït a Espanya per un canal temàtic | -                                                               | ¡Stop princesas!Live             | Comedy Central | Nominat     |

## Premi a la Trajectòria Jesús Hermida
- Matías Prats

## Premi autonòmic
- María Rey, per 120 Minutos de Telemadrid
- El Viaje d'Aragón TV

## Premis Iris del Jurat
- Toñi Moreno
- LaSexta
- Prodigios (La 1 de TVE)
- Los Investigadores (CCMedia)

## Premi a la Millor Direcció de Ficció Antonio Mercero
- Marc Cistaré, Alejandro Bazzano i David Azcano por La Víctima Nº8

## Premi Iris de la Crítica
- Cuéntame
- Sálvame